# Astragalus pterocarpus
Astragalus pterocarpus är en ärtväxtart som beskrevs av Sereno Watson. Astragalus pterocarpus ingår i släktet vedlar, och familjen ärtväxter. Inga underarter finns listade i Catalogue of Life.